# 원릉 (고려)
원릉(元陵)은 개성시 장풍군 월고리에 위치한 고려 제5대 경종의 제4비인 헌정왕후 황보씨의 능이다.